# Record Plant Studios
Record Plant Studios (aussi connu comme The Record Plant) étaient trois célèbres studios d'enregistrement créés et dirigés par Gary Kellgren et Chris Stone. Le premier studio ouvert a été celui de New York au 321 West 44th Street en 1968. L'année suivante, un second studio fut ouvert à Los Angeles, puis un troisième à Sausalito en Californie en 1972.
Dans les années 1980, les studios de Sausalito et de New York finirent sous différentes directions et le studio de Los Angeles devint le studio principal.
Les studios de Los Angeles et de Sausalito sont maintenant séparés, et le studio de New York a fermé. Le studio de Los Angeles est appelé le « The Record Plant », et le studio de Sausalito est appelé « The Plant ».
Le grand succès du Record Plant était largement dû aux relations de Gary Kellgren et à son travail avec des artistes légendaires tels que Frank Zappa, Jimi Hendrix et The Velvet Underground. Le désir de Kellgren était de créer un studio qui soit non seulement un cadre de vie agréable, mais aussi un lieu qui favoriserait la créativité des artistes. Il changea l'aspect des studios pour ce qu'ils sont aujourd'hui. Kellgren conçut des studios acoustiquement supérieur, avec un équipement de pointe et transforma le studio en un endroit où les artistes aient envie de vivre.
Le premier album enregistré au Record Plant a été Electric Ladyland de The Jimi Hendrix Experience, sorti en 1968.
Au fil des années, des centaines d'albums y ont été enregistrés (Hotel California des Eagles, Rumours de Fleetwood Mac, Songs in the Key of Life de Stevie Wonder, etc.). Pendant les années 1970, les ingénieurs Shelly Yakus et Roy Cicala donnèrent aussi leur chance à de nombreux groupes locaux en offrant du temps d'enregistrement et du matériel pour produire leurs démos. Cela faisait partie du plan marketing du Record Plant qui mena à avoir enregistré presque 10 % du top 100 des albums au Billboard charts.
Une longue liste de chansons américaines ayant reçu des Award ont été écrites et enregistrées au studio de Sausalito, plus que toute autre structure à Sausalito et dans le comté de Marin.
Les Record Plant Studios ont hébergé des artistes de pratiquement tous les genres de musique : rock 'n' roll, reggae, country, jazz, punk, blues, folk, soul, zydeco, hip-hop et rockabilly.